# Rackarspel
Rackarspel är ett musikalbum från 1978 av den svenska gruppen Folk och rackare. Skivan består av tolkningar av svenska medeltidsballader, visor och folkmusik i en stil influerad av brittisk folkrock.

## Låtlista
1. Vänner och fränder
2. Halling (efter Knut Dale)
3. Bältet
4. Segla mej ut
5. Äggavisa
6. Lussi lilla
7. En sjömansbrud ska blåklädd gå
8. Halling (efter Martin Martinsson)
9. Staffan och Herodes
10. Haugebonden